# Musique timoraise
 (février 2025).
Si vous disposez d'ouvrages ou d'articles de référence ou si vous connaissez des sites web de qualité traitant du thème abordé ici, merci de compléter l'article en donnant les références utiles à sa vérifiabilité et en les liant à la section « Notes et références ».
La musique timoraise naît de l'influence conjuguée de la musique indonésienne et portugaise. On retrouve en effet au Timor oriental à majorité chrétienne autant le gamelan que le fado qui ont remplacé peu à peu les rares musiques indigènes telles celles accompagnant les danses cérémonielles. On y chante ainsi autant en tétoum qu'en portugais. On y retrouve aussi des influences anglo-saxonnes du fait de la proximité de l'Australie.

## Musique traditionnelle

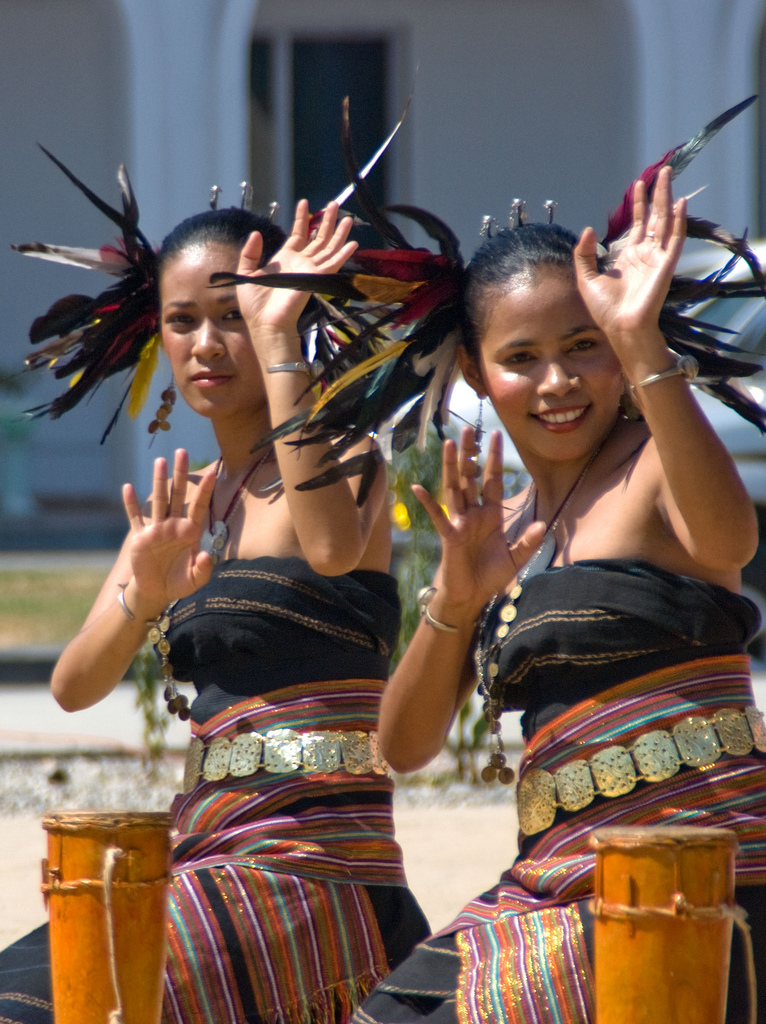
Danseuses.

Le répertoire de tradition orale est délimité en quatre genres : tebe, tebedai, dansa et cansaun. Le tebe est une forme de danse mixte exécutée dans toutes les maisonnées à l'occasion de fêtes animistes. Cette ronde est parfois accompagnée d'instruments, de claquements de mains ou de chants responsoriaux proches du desafio portugais.
Le tebedai est aussi une danse rythmique en cercle très commune avec des variations plus ou moins rapides et une participation aléatoire des hommes qui en fait alors une danse guerrière. Elle est exécutée dans les cérémonies officielles ou religieuses (églises ou uma lulik), et elle est aussi liée aux activités agricoles. La mélodie y est accompagnée aux percussions babadok et dadir, et aux guitares viola, avec une harmonie occidentale. La danse likurai exécutée par les femmes seules, salue le courage guerrier des hommes.
Le cansaun est un chant avec accompagnement musical qu'il soit traditionnel ou moderne et quelle que soit sa langue d'expression.

## Instruments traditionnels
Les instruments comprennent : flûte à bec, guitare, ukulélé, viola, babadok, dadir et gong.

## Musique populaire
Depuis 1975, un nouveau style apparaît, le koremetan, où les musiciens jouent de leur corps dansant en frappant des pieds le sol. Cet ancien rite de deuil s'émancipe et se modernise grâce à Abril Metan et les groupes Smith Bothers et Estrela do mar qui en sont les chefs de file.
La musique populaire est fortement politisée et associée au mouvement d'indépendance. Ainsi le groupe Dili Allstars compose un hymne repris lors du référendum de 2000, et Lahane fait une chanson pour encourager au vote. La « diaspora » des réfugiés se retrouve en outre aux côtés d'autres membres d'anciennes colonies portugaises (Angola, Mozambique) et métisse ainsi sa musique. Teo Batiste Ximenes est, quant à lui, fixé en Australie.